# متطلبات الحصول على تأشيرة لمواطني المغرب
متطلبات الحصول على تأشيرة للمواطنين المغاربة هي قيود إدارية تفرضها سلطات الدول الأخرى على المواطنين المغاربة لدخول أراضيها. ابتداءاً من أبريل 2021، يستطيع المغاربة الدخول إلى 65 دولة بدون تأشيرة أو بتأشيرة عند الدخول، حيث يحتل جواز السفر المغربي الرتبة 83 في العالم وفقاً للتصنيف العالمي لمؤشر هينلي لجوازات السفر.

## خريطة للدول التي يمكن للمغاربة الدخول إليها بدون تأشيرة أو بتأشيرة عند الدخول

الدول والمناطق التي يمكن دخولها بدون تأشيرة أو بتأشيرة عند الوصول لحاملي جوازات السفر المغربية العادية.
المغرب
الدخول بدون تأشيرة
تأشيرة عند الوصول
تأشيرة إلكترونية
تأشيرة متاحة عند الوصول أو عبر الإنترنت
تأشيرة مطلوبة

## بدون تأشيرة
| البلد                     | متطلبات التأشيرة | يسمح بالبقاء لمدة | ملاحظات |
| ------------------------- | ---------------- | ----------------- | --- |
| تونس                      | بدون تأشيرة      | 90 يوم            | |
| مالي                      | بدون تأشيرة      | 90 يوم            | |
| النيجر                    | بدون تأشيرة      | 90 يوم            | |
| بوركينا فاسو              | بدون تأشيرة      | 90 يوم            | |
| الرأس الأخضر              | بدون تأشيرة      | 90 يوم            | |
| السنغال                   | بدون تأشيرة      | 90 يوم            | |
| غامبيا                    | بدون تأشيرة      | 90 يوم            | |
| غينيا                     | بدون تأشيرة      | 90 يوم            | |
| ساحل العاج                | بدون تأشيرة      | 90 يوم            | |
| توغو                      | بدون تأشيرة      | 90 يوم            | |
| بنين                      | بدون تأشيرة      | 90 يوم            | |
| رواندا                    | بدون تأشيرة      | 30 يوم            | |
| الغابون                   | بدون تأشيرة      | 90 يوم            | |
| ساو تومي وبرينسيب         | بدون تأشيرة      | 15 يوم            | |
| أنغولا                    | بدون تأشيرة      | 30 يوم            | |
| سيشل                      | بدون تأشيرة      | 3 أشهر            | يجب الحصول على تصريح السفر الالكتروني من الموقع (seychelles.govtas.com) بـ 10 أورو، يتم التوصل به في أقل من 24 ساعة                                                              |
| كينيا                     | بدون تأشيرة      | 90 يوم            | يجب الحصول على تصريح السفر الالكتروني بـ 30 دولار صالح لمدة 90 يوم، من الموقع (evisa.go.ke) يجب الحصول على شهادة التلقيح ضد الحمى الصفراء في حالة القدوم من بلدان موبوءة بالمرض. |
| تركيا                     | بدون تأشيرة      | 90 يوم            | |
| أذربيجان                  | بدون تأشيرة      | 90 يوم            | |
| كوريا الجنوبية            | بدون تأشيرة      | 90 يوم            | يجب الحصول على تصريح السفر الإلكتروني لدخول كوريا الجنوبية بدون تأشيرة يمكن طلبه من الموقع (www.k-eta.go.kr)                                                                     |
| ماليزيا                   | بدون تأشيرة      | 90 يوم            | |
| تايلاند                   | بدون تأشيرة      | 60 يوم            | |
| الفلبين                   | بدون تأشيرة      | 30 يوم            | |
| ولايات ميكرونيسيا المتحدة | بدون تأشيرة      | 30 يوم            | |
| ساموا                     | بدون تأشيرة      | 60 يوم            | |
| فانواتو                   | بدون تأشيرة      | 30 يوم            | |
| البرازيل                  | بدون تأشيرة      | 90 يوم            | |
| كولومبيا                  | بدون تأشيرة      | 90 يوم            | |
| الإكوادور                 | بدون تأشيرة      | 90 يوم            | |
| سورينام                   | بدون تأشيرة      | 90 يوم            | يجب أداء 58 أورو في الموقع الرسمي قبل السفر (https://suriname.vfsevisa.com/suriname/online/home/entry-fee)                                                                       |
| سانت فينسنت والغرينادين   | بدون تأشيرة      | 30 يوم            | |
| باربادوس                  | بدون تأشيرة      | 90 يوم            | |
| بليز                      | بدون تأشيرة      | 30 يوم            | |
| دومينيكا                  | بدون تأشيرة      | 21 يوم            | |
| غرينادا                   | بدون تأشيرة      | 3 أشهر            | |
| هايتي                     | بدون تأشيرة      | 3 أشهر            | |

## تأشيرة عند الدخول
| البلد           | متطلبات التأشيرة  | يسمح بالبقاء لمدة | ملاحظات |
| --------------- | ----------------- | ----------------- | --- |
| جمهورية الكونغو | تأشيرة عند الدخول | 30 يوم            | |
| الصومال         | تأشيرة عند الدخول | 30 يوم            | |
| موزمبيق         | تأشيرة عند الدخول | 30 يوم            | |
| جزر القمر       | تأشيرة عند الدخول | 45 يوم            | |
| موريشيوس        | تأشيرة عند الدخول | 60 يوم            | |
| بوليفيا         | تأشيرة عند الدخول | 90 يوم            | |
| نيكاراغوا       | تأشيرة عند الدخول | 30 يوم            | |
| جزر مارشال      | تأشيرة عند الدخول | 90 يوم            | |
| إيران           | تأشيرة عند الدخول | 30 يوم            | |
| الأردن          | تأشيرة عند الدخول | 3 أشهر            | |
| لبنان           | تأشيرة عند الدخول |                   | تمنح تأشيرة عند الدخول في مطار بيروت رفيق الحريري الدولي شرط توفر الشروط التالية: - حيازة تذكرة سفر ذهاباً واياباً ثمنها غير قابل للإسترداد. - حجز فندق أو عنوان خاص كامل وواضح مع رقم هاتف في لبنان. - حيازة مبلغ 2000 دولار أميركي نقدا. |
| نيبال           | تأشيرة عند الدخول | 90 يوم            | تأشيرة عند الدخول (15 يوم = 30 دولار / 30 يوم = 50 دولار / 90 يوم = 125 دولار) |
| تيمور الشرقية   | تأشيرة عند الدخول | 30 يوم            | |
| توفالو          | تأشيرة عند الدخول | شهر واحد          | |
| بالاو           | تأشيرة عند الدخول | 30 يوم            | التأشيرة عند الدخول لبالاو مجانية |
| مالديف          | تأشيرة عند الدخول | 30 يوم            | التأشيرة عند الدخول لمالديف مجانية |

## تأشيرة إلكترونية
| البلد            | متطلبات التأشيرة | يسمح بالبقاء لمدة | ملاحظات                                                                          |
| ---------------- | ---------------- | ----------------- | -------------------------------------------------------------------------------- |
| موريتانيا        | تأشيرة إلكترونية |                   | تأشيرة إلكترونية بـ 40 دولار لمدة 30 يوم يمكن طلبها من الموقع (anrpts.gov.mr/fr) |
| جيبوتي           | تأشيرة إلكترونية | 31 يوم            |                                                                                  |
| زامبيا           | تأشيرة إلكترونية | 3 أشهر            | تأشيرة إلكترونية لمدة 3 أشهر بـ 50 دولار                                         |
| زيمبابوي         | تأشيرة إلكترونية | _                 |                                                                                  |
| ليسوتو           | تأشيرة إلكترونية | 90 يوم            |                                                                                  |
| البحرين          | تأشيرة إلكترونية | 14 يوم            |                                                                                  |
| قطر              | تأشيرة إلكترونية | _                 |                                                                                  |
| باكستان          | تأشيرة إلكترونية | _                 |                                                                                  |
| قيرغيزستان       | تأشيرة إلكترونية | _                 |                                                                                  |
| طاجيكستان        | تأشيرة إلكترونية | 45 يوم            |                                                                                  |
| أوزبكستان        | تأشيرة إلكترونية | 30 يوم            |                                                                                  |
| ميانمار          | تأشيرة إلكترونية | 28 يوم            |                                                                                  |
| إندونيسيا        | تأشيرة إلكترونية | 30 يوم            | تأشيرة إلكترونية بـ 30 دولار يمكن طلبها من الموقع (evisa.imigrasi.go.id)         |
| سانت كيتس ونيفيس | تأشيرة إلكترونية | 30 يوم            |                                                                                  |
| أنتيغوا وباربودا | تأشيرة إلكترونية | 30 يوم            |                                                                                  |

## تأشيرة إلكترونية أو تأشيرة عند الدخول
| البلد       | متطلبات التأشيرة                     | يسمح بالبقاء لمدة | ملاحظات |
| ----------- | ------------------------------------ | ----------------- | --- |
| غينيا بيساو | تأشيرة إلكترونية / تأشيرة عند الدخول | 90 يوم            | |
| إثيوبيا     | تأشيرة إلكترونية / تأشيرة عند الدخول | 90 يوم            | الراغبين في الحصول على تأشيرة عند الدخول، وكذالك الحاصلين على تأشيرة إلكترونية يجب عليهم الدخول من مطار أديس أبابا بولي الدولي. |
| تنزانيا     | تأشيرة إلكترونية / تأشيرة عند الدخول | 3 أشهر            | |
| أوغندا      | تأشيرة إلكترونية / تأشيرة عند الدخول | 3 أشهر            | |
| مدغشقر      | تأشيرة إلكترونية / تأشيرة عند الدخول | 90 يوم            | |
| لاوس        | تأشيرة إلكترونية / تأشيرة عند الدخول | 30 يوم            | |
| سريلانكا    | تأشيرة إلكترونية / تأشيرة عند الدخول | 30 يوم            | |
| كمبوديا     | تأشيرة إلكترونية / تأشيرة عند الدخول | 30 يوم            | |